# Pratiche Editrice
Pratiche è stata una casa editrice di Parma, nata nel 1976 per volontà dell'industriale Alberto Guareschi. Nel 1985 fu acquistata dal Gruppo Elemond (Electa-Mondadori di Milano) e nel 1996 entrò a far parte de il Saggiatore. In questo periodo è stata anche chiamata "Nuova Pratiche editrice" e il luogo di stampa includeva Lucca oltre alla nativa Parma, poi gli ultimi anni passò a Milano (presso le stamperie del gruppo). Ha chiuso, dopo 223 volumi pubblicati, nel 2004.
Complessivamente è stata una casa editrice di una certa attenzione pratica alla filologia, all'esperienza artistica e al cinema.
Ha avuto per logo una P maiuscola con tre piccole stanghette (come per una E) sull'asta.

## Collane
- "Le forme del discorso", (1977-1986) testi di saggi in prevalenza di linguistica, semiologia e critica letteraria o cinematografica. La collana si apriva con Rizoma di Deleuze e Guattari e comprendeva libri di studiosi come Viktor Sklovskij, Jean Rousset, Chaim Perelman, Péter Szondi, Michel Butor, Jacques Rivière, Roman Jakobson, Louis Hjelmslev, Louis Althusser, Jacques Lacan, Piero Camporesi, Gérard Genette, Franco Rella ecc., oltre a  Il cinema secondo Hitchcock di François Truffaut, Prassi del cinema di Noël Burch o Storia e discorso: la struttura narrativa nel romanzo e nel film di Seymour Chatman, al tempo tra i discorsi di teoria del cinema più interessanti che si potessero trovare in italiano. La collana si chiudeva con il titolo n. 43, ossia gli Scritti su Joyce di Italo Svevo;
- "Archivi" (1985-88), collana collegata a lezioni e convegni, con autori quali Sainte-Beuve, Ferdinand Brunetière, Émile Zola, Sade, il lavoro di ricerca estetica dell'Istituto Antonio Banfi o del Goethe-Institut di Torino (su Hesse) o atti d'altri convegni (su Shakespeare, Barthes ecc.);
- "Strumenti, per scrivere e comunicare" (1987-96), che comprendeva i volumi:
  - Raccontare la scienza di Piero Angela,
  - La parola immaginata di Annamaria Testa
  - Scriviamo un film di Age
  - Il teatro del cuore di Hélène Cixous
  - Scrivere in versi di Gabriella Sica
  - Non sono che un critico di  Morando Morandini
  - Storia delle mie storie di Bianca Pitzorno
  - Fare un film di Sidney Lumet
  - Scrivere narrativa di Edith Wharton
  - Interazione del colore di Josef Albers
  - A un giovane stilista di Gianfranco Ferré
  - Il giallo e il nero: scrivere suspense di Laura Grimaldi
  - Un programma di: scrivere per la televisione di Paolo Taggi
  - Il nostro giornale quotidiano di Nadia Tarantini
  - Schegge: la TV dopo la TV di Filippo Porcelli
- "Testi" (1977 Arrigo Boito, Tony Duvert, Bruno Barilli e pochi altri;
- "Problemi della transizione" (1979-84), rivista trimestrale di cultura e politica;
- "Sedicesimo" (1980-88), per 15 titoli, tra cui La ricostruzione in Emilia-Romagna dell'Istituto Gramsci, la Bibliografia banfiana, un convegno su Antonioni (2 volumi),  uno su Marcel L'Herbier, su Stanley Kubrick, o Nel laboratorio di Shakespeare (4 volumi);
- "Lezioni di poesia", sette lezioni magistrali su singole poesie (Marzio Pieri, Giorgio Orelli, Nicolò Pasero, Stefano Agosti, Antonio Prete, Francesco Zambon e Guglielmo Gorni
- "Nuovi saggi", fondata nel 1987: un centinaio di titoli ripresi anche da collane precedenti, con saggi di Emilio Garroni, Peter Brooks, Éric Rohmer, Peter Bogdanovich, L.J. Prieto, Luciano Anceschi, Mario Lavagetto, Meyer Schapiro, Miguel Asín Palacios ecc.
- "Biblioteca medievale" (1987-96), aperta con il Bestiario d'amore di Richard de Fournival e chiusa dopo 54 titoli di classici e riscoperte medioevali, incluse saghe nordiche, vite di santi, trattati, poemi e canzoni
- "Labirinti", aperta nel 1994 con gli atti di Etica e politica, e pochi altri libri di Salvatore Veca e altri;
- "Cinema" (1995-97, 25 titoli;
- "Coppie" (1997), collana breve su coppie celebri;
- "Le sirere" e "Le sirenette".

## Altre case editrici omonime
- Edizioni Pratiche è una casa editrice romana di testi giuridici del 1920-1924.
- Edizioni Pratiche F.E.A. è una casa editrice scolastica di Mantova, poi spostata a Varese, attiva dal 1926 al 1952. FEA è l'acronimo per Felice Emanuele Avalle.

| Controllo di autorità | VIAF (EN) 129186856 · LCCN (EN) n98094017 |